# Britt Daniel
John Britt Daniel (Galveston, 14 de abril de 1971) é um músico americano. Ele é o co-fundador, vocalista e guitarrista da banda de rock Spoon, bem como o co-fundador, guitarrista, baixista e cantor da banda Divine Fits. Daniel também fundou várias outras bandas no início dos anos 90.

## Vida pregressa
Britt Daniel nasceu em Galveston, Texas e cresceu em Temple, Texas, uma cidade de 73.000 pessoas a cerca de uma hora do norte de Austin. Daniel é o mais velho dos três filhos do casamento de seus pais. Ele também tem dois meio-irmãos mais novos. Seu pai, neurologista, era fã dos Beatles e dos Rolling Stones e colecionador de guitarras. O próprio Daniel supostamente pegou a guitarra no ensino médio depois que sua namorada na faculdade terminou seu relacionamento.

## Carreira
Em 1988, Britt Daniel formou sua primeira banda, The Zygotes, enquanto cursava o ensino médio. Em 1990, quando era estudante na Universidade do Texas em Austin, Daniel formou sua segunda banda, Skellington, com Travis Hartnett, Mac Stringfellow, Paul Cannon e Mike Hurewitz. Skellington gravou e lançou This Town's Gone Dry em 1991, e o EP Skellington foi lançado um ano depois, em 1992. Antes de se separar, a banda lançou Skellington Rex, que continha músicas que foram regravadas no álbum de estreia Telephono.
No ano seguinte, Daniel se juntou a uma banda de rockabilly de três peças chamada The Alien Beats com Brad Shenfeld. Durante uma sessão de gravação do Alien Beats em 1993, o designer de chips de computador e percussionista Jim Eno foi contratado como baterista substituto, e mais tarde tornou-se o baterista permanente. The Alien Beats lançou um single de 7" em maio de 1993, se separando logo depois.

### Spoon
Em 1993, Daniel e o ex-baterista do Alien Beats Jim Eno, junto com o guitarrista Greg Wilson e o baixista Andy McGuire, formaram o Spoon, que serviu como foco musical principal de Daniel.

### Drake Tungsten

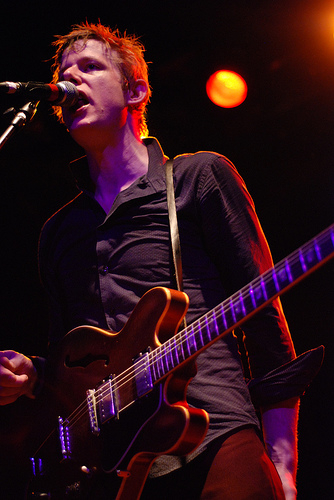
Drake Tungstênio (também conhecido como Britt Daniel)

Drake Tungsten foi o pseudônimo que Daniel se apresentou de 1994 a 1996 como artista solo. Quando The Alien Beats se desfez em 1993, ele decidiu focar sua carreira musical em material solo que havia escrito nos anos anteriores. Em vez de liberá-los sob seu nome próprio, Daniel decidiu liberá-los sob o pseudônimo de Drake Tungsten. Seu primeiro álbum desse tipo, Clocking Out Is For Suckers, foi lançado em 1994 em fita cassete e foi distribuído em sua cidade natal de Austin, Texas. Dois anos depois, Tungsten lançou o EP de cinco músicas Six Pence for the Sauces na gravadora local Peek-A-Boo Records. Também em 1996, Daniel começou a trabalhar novamente com o baterista Jim Eno (anteriormente do The Alien Beats) e começou a escrever música sob o apelido de Spoon. Cinco faixas que foram lançadas por Tungsten foram posteriormente regravadas e relançadas por Spoon: "I Could Be Underground" no EP30 Gallon Tank; "Chicago At Night" no LP Girls Can Tell, "All the Negatives Have Been Destroyed", "Dismember" e "I Wanted To Be Your Friend".
Britt Daniel parou de usar este pseudônimo em 1996, e não gravou um álbum solo desde o auto-lançamento de Six Pence for the Sauces. No entanto, ele começou a separar músicas para um possível álbum solo, incluindo "New York Kiss" e "Telephone My Heart".
O pseudônimo "Drake Tungsten" seria uma homenagem ao episódio 410 da série de televisão em quadrinhos Mystery Science Theatre 3000. "Drake Tungsten" foi um dos vários "nomes de caras durões" propostos pelos personagens para se adequar ao modelo de um primeiro nome monossilábico seguido por um metal ou superfície dura como sobrenome. Outros incluíam "Nick Pigiron" e "Russ Tilefloor".

### Trabalho solo

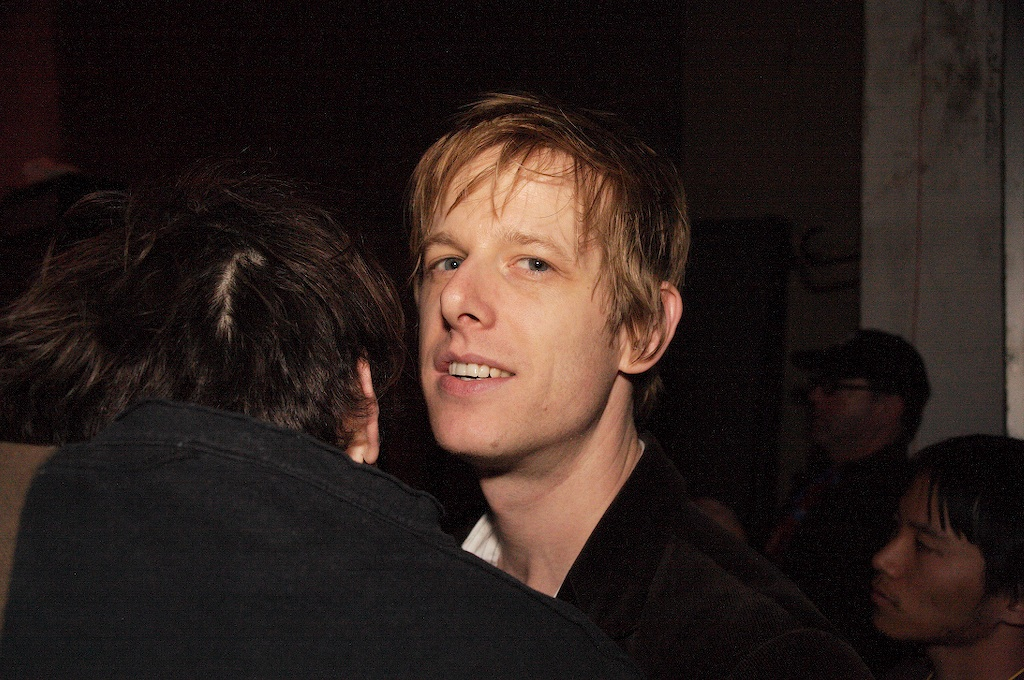
Britt Daniel no SXSW em 2006

Daniel teria começado a separar músicas para um possível álbum solo, incluindo "New York Kiss" e "Telephone My Heart", que ele vem apresentando em shows solo desde pelo menos o início de 2006.

### Divine Fits
De 2011 a 2013, Daniel esteve envolvido em uma nova banda chamada Divine Fits, composta pelos membros de Spoon, Wolf Parade e New Bomb Turks. A estreia do grupo, A Thing Called Divine Fits, foi lançada em 28 de agosto de 2012 pela Merge Records. O primeiro single do álbum, "My Love Is Real", foi lançado em 10 de julho de 2012.

### Colaborações
- Em 1999, Daniel tocou baixo em dois shows no supergrupo de glam rock Golden Millennium, composto por colegas da gravadora Peek-A-Boo Records.[9]
- Em 2002, Daniel gravou baixo, teclados e backing vocals no primeiro álbum de Sally Crewe & The Sudden Moves, "Drive It Like You Stole It" (12XU).
- Daniel produziu músicas para as bandas I Love You But I've Chosen Darkness e Interpol.
- Em 2004, Daniel remixou " Slow Hands " da Interpol, que aparece no single "Slow Hands".
- Ele trabalhou anteriormente como designer de som e compositor para a empresa de jogos de computador Origin Systems.
- Em 2006, Daniel juntou-se a Brian Reitzell e ajudou a criar algumas das músicas originais do filme Stranger Than Fiction.[10]
- Ele também apareceu no episódio "Rashard and Wallace Go to White Castle" de Veronica Mars, com data de exibição em 1º de fevereiro de 2006, no qual ele cantou uma versão de karaokê de "Veronica" de Elvis Costello.
- Em 2009, ele produziu o álbum It's Frightening, de White Rabbits.
- Em 2015, ele colaborou com a banda de Austin Sweet Spirit na música "Have Mercy" e um cover de Paper Tiger de Spoon.[11]

## Discografia

### Skellington
- The Town's Gone Dry (1991) Auto-lançado
- Skellington EP (1992) Auto-lançado
- Skellington Rex (1992) Auto-lançado

### The Alien Beats
- Cavin' In (1993) Syncretic Records

### Golden Millennium
- Golden Millennium (1999) Peek-A-Boo Records

### Spoon
- Telefone (1996) Matador Records
- Soft Effects (1997) Matador Records
- A Series of Sneaks (1998) Elektra Records
- The Agony de Laffitte (1998) Saddle Creek
- Love Ways (2000) mesclar registros
- Girls Can Tell (2001) mesclar registros
- Kill the Moonlight (2002) mesclar registros
- Gimme Fiction (2005) Mesclar registros
- Ga Ga Ga Ga Ga Ga (2007) Mesclar registros
- Transference (2010) Registros de Mesclagem
- They Want My Soul (2014) Loma Vista
- Hot Thoughts (2017) Matador Records
- Lúcifer on the sofá (2022) Matador Records